# Manali (Chennai)

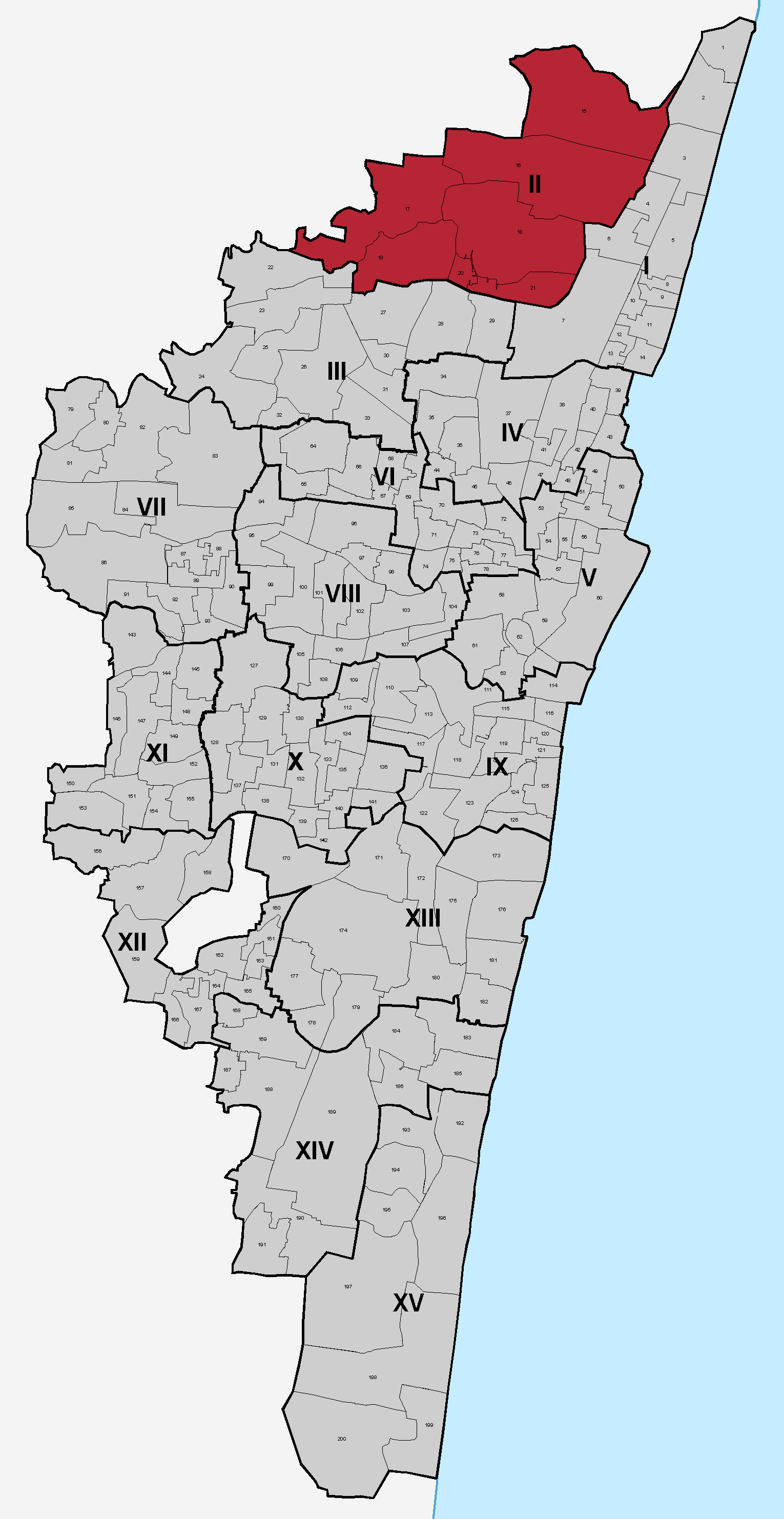
Lage der Zone Manali in Chennai

Manali (Tamil: மணலி Maṇali [ˈmaɳəli]) ist ein Stadtteil von Chennai (Madras), der Hauptstadt des indischen Bundesstaats Tamil Nadu. Manali bildet eine von 15 Zonen (zones) Chennais und umfasst sieben Stadtviertel (wards).

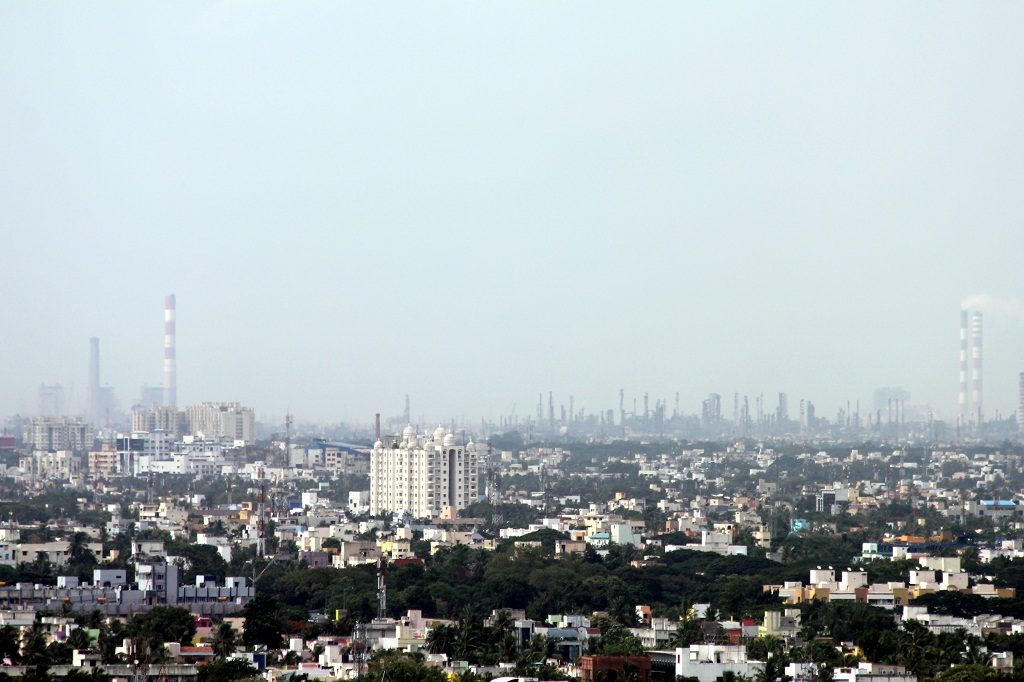
Blick auf Manali

Manali liegt im Norden Chennais rund zwölf Kilometer vom Stadtzentrum entfernt. Manali ist ein wichtiger Industriestandort und verfügt unter anderem über eine Erdölraffinerie, petrochemische Industrie und Düngermittelproduktion. Während Manali durch das Wachstum Chennais mittlerweile stark urbanisiert ist, sind die nördlichen Teile der Zone Manali noch deutlich ländlich geprägt.
Bis 2011 war Manali eine eigenständige Stadtgemeinde (municipality) im Distrikt Tiruvallur mit einer Fläche von 16,0 Quadratkilometern und 28.597 Einwohnern (Volkszählung 2001). Der Ort war aber längst mit Chennai zusammengewachsen und zu einem Teil der Agglomeration Chennai geworden. Durch die Stadterweiterung Chennais wurde Manali auch administrativ in Chennai eingegliedert. Die ehemalige Stadtgemeinde Manali bildet zusammen mit den ebenfalls eingemeindeten Gemeinden Edayanchavadi, Sadayankuppam, Kadapakkam, Theeumpakkam, Mathur und Vadaperumpakkam die Zone Manali.